# Singhaplax
Singhaplax is een geslacht van kreeftachtigen uit de klasse van de Malacostraca (hogere kreeftachtigen).

## Soorten
- Singhaplax danielae Takeda & Komatsu, 2010
- Singhaplax dichotoma Castro, 2007
- Singhaplax holthuisi Naruse & Castro, 2010
- Singhaplax lipkei Naruse & Castro, 2010
- Singhaplax ockelmanni (Serène, 1971)
- Singhaplax orientalis (Tesch, 1918)
- Singhaplax platypoda Castro, 2007
- Singhaplax rhamphe Castro, 2007
- Singhaplax styrax Castro, 2007
- Singhaplax wolffi (Serène, 1964)